# Auguraculum
L'Auguraculum (plurale: auguracula), collocato sull'Arx del Campidoglio, era il principale templum di Roma.

## Descrizione
Il Templum, il "recinto augurale", era un'area sacra definita dagli àuguri prima in cielo e quindi sulla terra,  all'interno della quale i sacerdoti interpretavano il volere degli Dei, osservando il volo degli uccelli, il percorso dei fulmini e la volta celeste.
Il sacerdote osservatore si posizionava al centro del tempio, in una tenda o in una capanna, e osservava le porzioni di cielo da cui provenivano gli uccelli, demarcate dai cippi astronomici posizionati lungo il perimetro del tempio. Da questa osservazione il sacerdote poteva predire il futuro e sapere di quale dio fosse la volontà.
Il templum sull'Arx capitolina veniva utilizzato per la cerimonia dell'inauguratio in relazione all'elezione del nuovo Re; qui gli Auguri dovevano interpretare la volontà degli dei rispetto alla scelta fatta dal Senato e dai Comizi curiati per l'elezione del nuovo Re.
Ancora dibattuta la posizione originaria dell'Auguraculum; questo infatti poteva sorgere sulla parte più elevata dell'Arx, dove attualmente si trova il propileo orientale del Vittoriano, o dove si trova il cosiddetto Giardino dell’Aracoeli, di fronte all'ingresso laterale del Palazzo Senatorio (il cosiddetto "ingresso di Sisto IV"), dove persistono muri in opus caementicium e filari di blocchi di tufo.